# Laura Piranesi
Laura Piranesi (Roma, 1755 – Roma, 1785) è stata un'incisore e acquafortista italiana, che si dedicava in particolare a soggetti architettonici.

## Biografia
Laura è la primogenita del grande Giovan Battista e di Angelica Pasquini, figlia di un giardiniere del principe Corsini, che portò come dote al marito 300 scudi, molto utili per lo sviluppo della sua attività artistica. I genitori si sposarono nel 1753, quando la fama del padre era in ascesa. Dopo di lei nacquero Francesco nel 1758, Faustina nel 1761, Angelo nel 1763, Anna Maria nel 1766, Pietro nel  1768. Tutti i figli furono iniziati all'arte incisoria e furono coinvolti nel laboratorio del padre fin dalla loro più tenera età.
I pochi lavori pervenuteci mostrano un'artista in pieno possesso dell'arte avendo assimilato dal padre l'esperienza maturata in decenni di sperimentazioni. Di lei si ricordano: 
- Vista del Campidoglio
- Vista del Ponte Salario
- Vista del tempio della pace
- Vista dell'Arco di Settimio Severo.[3]

Come il fratello secondogenito Angelo, morì prematuramente. La sua attività cessò a soli 29 anni.
Dopo la sua morte, il fratello Francesco smise di pubblicarne le stampe.